# Jacob Meyer
Pour les articles homonymes, voir Meyer.
Jacob Meyer (1739, Ribeauvillé, Haut-Rhin-28 mai 1830, Strasbourg, Bas-Rhin) est un grand-rabbin français et président du Consistoire israélite du département du Bas-Rhin, député à l'Assemblée générale, convoquée à Paris par décret du 30 mai 1806, et membre du Grand Sanhédrin.

## Biographie
Jacob Meyer est né en 1739 à Ribeauvillé, Haut-Rhin,. Il est le fils d'Isaac Sekel de Mutzig, Bas-Rhin, chef de cette communauté juive. Son grand-père paternel est Aron Meyer (i.e. Aron fils de Méir). Sa mère, Gelche, est la fille du grand-rabbin d'Alsace, Samuel Sanwil Weil (1711-1753).
Jacob Meyer étudie à Karlsruhe (Bade-Wurtemberg), Allemagne et à Francfort-sur-le-Main (Hesse), en Allemagne. A Francfort il étudie avec les rabbins David Tewele Scheuer (plus tard rabbin de Mayence, Saint-Empire romain germanique) et Salomon Salmann de Berlin, en Allemagne.
En 1762, il vit à Hagenthal-le-Bas (Niederhagenthal en alsacien), dans le Haut-Rhin, où il compose un calendrier (Yodéé Ha-Itim, Les Connaisseurs des temps). Il devient ensuite Dayan à Rixheim, dans le Haut-Rhin. Il devient ensuite rabbin de Niedernai, dans le Bas-Rhin. Il succède au rabbin Benjamin Hemmendinger.
En tant que rabbin de Niedernai, il siège à l'Assemblée des notables en 1806, et au Grand Sanhédrin de Paris en 1807.
Lorsque David Sintzheim devient le Grand-rabbin du Consistoire central, Jacob Meyer lui succède, d'abord par intérim, puis en titre comme grand-rabbin du Bas-Rhin, en 1813.
Jacob Meyer décède à Strasbourg 28 mai 1830, dans la pauvreté. Il est inhumé au Cimetière juif de Koenigshoffen.

## Œuvres
- Yodéé Ha-Itim (Les Connaisseurs des temps). Calendrier. Non imprimé. Conservé à la Bibliothèque nationale et universitaire de Strasbourg; manuscrit hébraïque no 4 (Catalogue: n° 3930 du catalogue général du Dr E. Wickersheimer). Niederhagenthal, 1762?
- Emet Le-Yaakov (Responsa). Éditions Morasha-Ma'hone Aarone Veyisraël. Préface historique du rabbin Yoel Catane. Préambule du grand-rabbin Max Warschawski